# 1980-as Formula–1 német nagydíj
A német nagydíj volt az 1980-as Formula–1 világbajnokság kilencedik futama.

## Futam
| Helyezés | #  | Versenyző             | Csapat/Motor    | Körök | Idő/Kiesés oka | Rajthely | Pontszám |
| -------- | -- | --------------------- | --------------- | ----- | -------------- | -------- | -------- |
| 1        | 26 | Jacques Laffite       | Ligier-Ford     | 45    | 1:23:59,73     | 5        | 9        |
| 2        | 28 | Carlos Reutemann      | Williams-Ford   | 45    | +3,19          | 4        | 6        |
| 3        | 27 | Alan Jones            | Williams-Ford   | 45    | +43,53         | 1        | 4        |
| 4        | 5  | Nelson Piquet         | Brabham-Ford    | 45    | +44,48         | 6        | 3        |
| 5        | 23 | Bruno Giacomelli      | Alfa Romeo      | 45    | +1:16,49       | 19       | 2        |
| 6        | 2  | Gilles Villeneuve     | Ferrari         | 45    | +1:28,72       | 16       | 1        |
| 7        | 11 | Mario Andretti        | Lotus-Ford      | 45    | +1:33,01       | 9        |          |
| 8        | 30 | Jochen Mass           | Arrows-Ford     | 45    | +1:47,75       | 17       |          |
| 9        | 29 | Riccardo Patrese      | Arrows-Ford     | 44    | +1 kör         | 10       |          |
| 10       | 4  | Derek Daly            | Tyrrell-Ford    | 44    | +1 kör         | 22       |          |
| 11       | 8  | Alain Prost           | McLaren-Ford    | 44    | +1 kör         | 14       |          |
| 12       | 9  | Marc Surer            | ATS-Ford        | 44    | +1 kör         | 13       |          |
| 13       | 1  | Jody Scheckter        | Ferrari         | 44    | +1 kör         | 21       |          |
| 14       | 14 | Jan Lammers           | Ensign-Ford     | 44    | +1 kör         | 24       |          |
| 15       | 3  | Jean-Pierre Jarier    | Tyrrell-Ford    | 44    | +1 kör         | 23       |          |
| 16       | 12 | Elio de Angelis       | Lotus-Ford      | 43    | Kerékcsapágy   | 11       |          |
| Kiesett  | 7  | John Watson           | McLaren-Ford    | 39    | Motorhiba      | 20       |          |
| Kiesett  | 15 | Jean-Pierre Jabouille | Renault         | 27    | Motorhiba      | 2        |          |
| Kiesett  | 16 | René Arnoux           | Renault         | 26    | Motorhiba      | 3        |          |
| Kiesett  | 31 | Eddie Cheever         | Osella-Ford     | 23    | Váltó          | 18       |          |
| Kiesett  | 25 | Didier Pironi         | Ligier-Ford     | 18    | Erőátvitel     | 7        |          |
| Kiesett  | 20 | Emerson Fittipaldi    | Fittipaldi-Ford | 18    | Fékek          | 12       |          |
| Kiesett  | 21 | Keke Rosberg          | Fittipaldi-Ford | 8     | Kerékcsapágy   | 8        |          |
| Kiesett  | 6  | Héctor Rebaque        | Brabham-Ford    | 4     | Váltó          | 15       |          |
| NK       | 50 | Rupert Keegan         | Williams-Ford   |       |                |          |          |
| NK       | 10 | Harald Ertl           | ATS-Ford        |       |                |          |          |

## Statisztikák
Vezető helyen:
- Jean-Pierre Jabouille: 26 (1-26)
- Alan Jones: 14 (27-40)
- Jacques Laffite: 5 (41-45)

Jacques Laffite 4. győzelme, Alan Jones 6. pole-pozíciója, 5. leggyorsabb köre.
- Ligier 6. győzelme.

Jochen Mass 100. versenye.